# Безрукова, Анастасия Дмитриевна
Анастаси́я Дми́триевна Безру́кова (род. 5 января 2004, Москва) — российская модель и актриса.

## Биография
Родилась 5 января 2004 года в Москве.
В 10 лет она уже была одной из самых желанных детских моделей в Европе, успела поработать для таких брендов, как Benetton, Pinko, Moschino, Incanto и побывать на обложке журнала Vogue Bambini.
В 2016 году дебютировала в кино в одной из главных ролей в фильме Анны Матисон «Млечный путь». В нём она играла дочь героев Сергея Безрукова (своего однофамильца) и Марины Александровой.
Кроме того, в октябре 2015 года она начала сниматься в ещё одном фильме Анны Матисон «После тебя». В этом фильме она опять играла одну из главных ролей и опять была дочерью героя Сергея Безрукова, который на этот раз играл отставного танцора балета Большого театра, смотрящего в лицо прогрессирующей болезни. Чтобы справиться с ролью, молодая актриса занималась танцами с хореографом Раду Поклитару и актёрским мастерством с солистом Большого театра Яном Годовским. Сценарий был написан специально под Анастасию, хотя то, что она занималась художественной гимнастикой, выяснилось уже потом. Благодаря её спортивной подготовке, дублёры на съёмках ей не понадобились.
Также Анастасия снималась как актриса в видеоклипе для музыкального проекта «Бессонница».

## Фильмография
| Год  | Название             | Роль             |
| ---- | -------------------- | ---------------- |
| 2016 | Млечный путь         | Лиза Кайгородова |
| 2017 | После тебя           | Кьяра            |
| 2017 | Пять минут до января | Саша             |